# Tanja Milanović
Tanja Milanovic (født 15. juni 1977) er en tidligere håndboldspiller (venstre back) fra Serbien, der har spillet for fire danske klubber: Randers HK, FC Midtjylland Håndbold, FCK Håndbold og FIF. Hun har i alt spiller i danske klubber i syv år. Hun indstillede karrieren i oktober 2010 . 
Hun har også spillet for ZORK "Napredak" Krusevac og Madeira Andebol SAD. 